# Fritz Worm (Buchhändler)

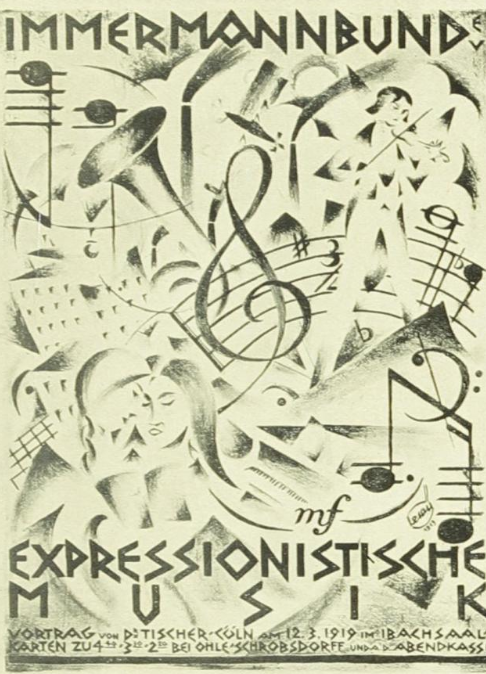
Vortrag von Gerhard Tischer beim Immermannbund in Düsseldorf 1919. Plakat Fritz Lewy. Karten bei Ohle und Schrobsdorff

Fritz Worm (Pseudonym: Franz Armin; geboren 1. Juni 1887 in Leobschütz, Landkreis Leobschütz, Provinz Schlesien; gestorben 9. Mai 1940 in Rio de Janeiro, Brasilien) war ein deutscher Buchhändler und Rundfunkpionier.

## Leben
Fritz Worm stammte aus einer jüdischen, assimilierten Familie. Er besuchte das Franziskaner-Gymnasium in Leobschütz und machte eine Buchhändlerlehre. Im Jahr 1909 übernahm er in Düsseldorf die in der Königsallee 54 gelegene gut eingeführte Buchhandlung Ernst Ohle und Schrobsdorff und gab von 1910 bis 1914 für seine Kunden eine „Bücherschau“ mit Rezensionen heraus.
Worm wurde 1914 Soldat im Ersten Weltkrieg. Auch nach Kriegsende war seine Buchhandlung ein Treffpunkt der lokalen Buchkultur und zudem ein Stützpunkt des Immermannbundes. Ende 1926 verfasste er vier Vorträge zum Thema „Deutsche Plastik des Mittelalters“ für den 1924 gegründeten Westdeutschen Rundfunk (WERAG). 1928 folgte eine 20-teilige Sendereihe zum Thema „Persönlichkeit und Werk Albrecht Dürers“. Worm gab das Buchhandelsgeschäft weiter und wurde festangestellter Redakteur für Literatur und Geisteswissenschaften bei der WERAG. Er produzierte eine sonntägliche Sendereihe „Wert und Ehre deutscher Sprache“ und einen Literatur- und Musikpotpourri unter dem Titel „Eine Stunde Kurzweil“. 
Seine 1930 ausgestrahlte klangakustische Sendung „Mit dem Mikrophon durch den Kölner Dom“ ging in die Rundfunkgeschichte ein.
Nach der Machtübergabe an die Nationalsozialisten 1933 wurde er aus rassistischen Gründen bei der WERAG entlassen und durfte nur noch für jüdische Institutionen arbeiten. Er folgte 1935 mit Frau und Tochter seinem bereits 1934 nach Brasilien emigrierten Sohn. Seine Bibliothek und ein Gemälde von Franz Marc konnte er retten.
Worm kam zunächst in der vom Emigranten Ernst Viebig in São Paulo geführten Bücherstube Livraria Atlantica unter, da diese aber bereits 1936 aus wirtschaftlichen Gründen schließen musste, schlug er sich in der Folge mit Gelegenheitsarbeiten durch und musste von seinen Kindern finanziell unterstützt werden. Eine in der Emigration verfasste größere Abhandlung über seine Erfahrungen als Buchhändler in Deutschland blieb unveröffentlicht.

## Werke
- Franz Arnim: Der Weltkrieg. Für die Jugend erzählt. Mit 12 Original-Steinzeichnungen und vielen Schwarz-Weiss-Bildern von Adolf Uzarski. 30 S. Düsseldorf: Ohle, 1914.